# European Indoors 1984
European Indoors 1984  — жіночий тенісний турнір, що проходив на закритих кортах з килимовим покриттям Saalsporthalle Allmend у Цюриху (Швейцарія). Належав до Світової чемпіонської серії Вірджинії Слімс 1984. Тривав з 29 жовтня до 4 листопада 1984 року. Третя сіяна Зіна Гаррісон здобула титул в одиночному розряді.

## Фінальна частина

### Одиночний розряд
Зіна Гаррісон —  Клаудія Коде-Кільш 6–1, 0–6, 6–2
- Для Гаррісон це був 1-й титул за кар'єру.

### Парний розряд
Андреа Леанд /  Андреа Темашварі —  Клаудія Коде-Кільш /  Гана Мандлікова 6–1, 6–3
- Для Леанд це був 2-й титул за сезон і за кар'єру. Для Темешварі це був єдиний титул за сезон і 4-й — за кар'єру.